# Axel Waldemar Lanzky
Axel Waldemar Lanzky (født 19. maj 1825, død 30. april 1885) var en dansk kontrabassist, kordirigent og komponist.
Han var Søn af fagottist i Det Kongelige Kapel, Johan Traugott Lanzky og modtog sin første undervisning af faderen. Allerede som 16-årig kunne A.W. Lanzky leve af musikken, delvis som underviser og delvis som medlem af diverse orkestre. I 1866 blev han ansat som kontrabassist i Kapellet og fortsatte der til sin død. Samtidig optrådte han som dirigent for en række københavnske kor og fra 1859 som overdirigent for de samlede mandskor i hovedstaden.
Lanzky skrev ikke mange kompositioner, men virkede mest som arrangør og instrumentator (dvs. hjælper for andre komponister i forbindelse med den endelige færdiggørelse af deres kompositioner). Han udgav en del materiale for mandskor og klaverudgaver af forskellige af tidens populære musikstykker samt arrangementer for harmoniorkester.

## Musik (ikke komplet)
- Til Lærken (klaver, klarinet og sopran)
- Grovsmedesvendens Sang (tekst: Holger Drachmann)
- Spinn-spinn (bl. kor)
- Aftensang (mandskor)
- Fantasi over Danske Nationalmelodier (symfoniorkester)
- Sang for Dannebrog
- Danmark (Hvor Bølgen kysser Strandens Bred – tekst: Chr. Christensen)
- Samling af flerstemmige Mandssange, udgivne for nordiske Sangforeninger (bind 1 og 2)
- Salut for Sverrig, Norge og Danmark
- Romance af "Dandserinden" (tekst: Frederik Paludan-Müller)
- Elverhøj – Divertissement for Pianoforte (efter F. Kuhlau)